# لوتهارد
لوتهارد (به مجاری:  Lothárd) یک منطقهٔ مسکونی در مجارستان است که در ناحیه پچ واقع شده‌است.